# Valdinei Cunha
Valdinei Cunha (Maringá, 1 de outubro de 1971), mais conhecido como Nei, é um ex-futebolista brasileiro que atuava como goleiro. Foi titular do Corinthians na campanha vitoriosa do Campeonato Brasileiro de 1998,

## Carreira
Nei saiu do interior do Paraná quando tinha apenas 13 anos, para jogar nas categorias de base do Fluminense. Pelo Tricolor, foi campeão carioca no ano de 1995, quando o time das Laranjeiras, que tinha Renato Gaúcho como seu destaque, desbancou na decisão o favorito Flamengo de Romário, Branco e cia.
Em 1996, se mudou para São Paulo após ser contratado pelo Corinthians para ser reserva do já experiente Ronaldo, titular desde 1988. Estreou em 21 de janeiro de 1996, quando o Corinthians empatou com o Maringá Futebol Clube em 0 a 0, em partida amistosa.
Parecia ser impossível tomar a vaga do ídolo corintiano, mas, no ano seguinte, Ronaldo acertou sua transferência para o Fluminense, e Nei assumiu a meta corintiana.
O arqueiro permaneceu no Timão por quatro temporadas, e neste período, conquistou os Campeonatos Paulistas de 1997 e 1999, e os Campeonatos Brasileiros de 1998 e 1999. O ponto negativo de sua passagem pelo Alvinegro foi a eliminação na Copa Libertadores de 1999 para o rival Palmeiras. Com a contratação de Dida, Nei foi rebaixado para terceira opção ao gol corintiano.
Ainda em 1999, acertou com o time do Santos, mas não conseguiu se destacar defendendo a equipe da Vila Belmiro. 
Nei jogou ainda por Coritiba e Sport Recife antes de decidir deixar definitivamente o futebol, passando a trabalhar como empresário de eventos. 

## Títulos
Corinthians
- Campeonato Paulista: 1997, 1999
- Campeonato Brasileiro: 1998, 1999